# GABPB2
GABPB2 (англ. GA binding protein transcription factor beta subunit 2) – білок, який кодується однойменним геном, розташованим у людей на 1-й хромосомі. Довжина поліпептидного ланцюга білка становить 448 амінокислот, а молекулярна маса — 48 650.
| 10         |  | 20         |  | 30         |  | 40         |  | 50         |
| ---------- |  | ---------- |  | ---------- |  | ---------- |  | ---------- |
| MSLVDLGKRL |  | LEAARKGQDD |  | EVRTLMANGA |  | PFTTDWLGTS |  | PLHLAAQYGH |
| YSTAEVLLRA |  | GVSRDARTKV |  | DRTPLHMAAA |  | DGHAHIVELL |  | VRNGADVNAK |
| DMLKMTALHW |  | ATERHHRDVV |  | ELLIKYGADV |  | HAFSKFDKSA |  | FDIALEKNNA |
| EILVILQEAM |  | QNQVNVNPER |  | ANPVTDPVSM |  | AAPFIFTSGE |  | VVNLASLISS |
| TNTKTTSGDP |  | HASTVQFSNS |  | TTSVLATLAA |  | LAEASVPLSN |  | SHRATANTEE |
| IIEGNSVDSS |  | IQQVMGSGGQ |  | RVITIVTDGV |  | PLGNIQTSIP |  | TGGIGQPFIV |
| TVQDGQQVLT |  | VPAGKVAEET |  | VIKEEEEEKL |  | PLTKKPRIGE |  | KTNSVEESKE |
| GNERELLQQQ |  | LQEANRRAQE |  | YRHQLLKKEQ |  | EAEQYRLKLE |  | AIARQQPNGV |
| DFTMVEEVAE |  | VDAVVVTEGE |  | LEERETKVTG |  | SAGTTEPHTR |  | VSMATVSS   |

A: Аланін

D: Аспарагінова кислота

E: Глутамінова кислота

F: Фенілаланін

G: Гліцин

H: Гістидин

I: Ізолейцин

K: Лізин

L: Лейцин

M: Метіонін

N: Аспарагін

P: Пролін

Q: Глутамін

R: Аргінін

S: Серин

T: Треонін

V: Валін

W: Триптофан

Кодований геном білок за функцією належить до фосфопротеїнів. 
Задіяний у таких біологічних процесах, як транскрипція, регуляція транскрипції. 
Локалізований у ядрі.